# Promicrogaster saraswatii
Promicrogaster saraswatii är en stekelart som beskrevs av Sathe och Bhoje 1998. Promicrogaster saraswatii ingår i släktet Promicrogaster och familjen bracksteklar. Inga underarter finns listade i Catalogue of Life.